# Haematopota canapicalis
Haematopota canapicalis är en tvåvingeart som beskrevs av H. Oldroyd 1952. Haematopota canapicalis ingår i släktet Haematopota och familjen bromsar.
Artens utbredningsområde är Zambia. Inga underarter finns listade i Catalogue of Life.